# Too Young to Marry
Too Young to Marry è una commedia romantica per la televisione. Il film è stato diretto da Michelle Poulette, ed è andato in onda per la prima volta il 9 luglio 2007 sulla rete televisiva statunitense Lifetime TV. Il film narra la storia di due giovani innamorati, Jessica Carpenter (Nina Dobrev) e Max Doyle (Dillon Casey).

## Trama
Due liceali del Connecticut, Max Doyle e Jessica Carpenter si innamorano e decidono di sposarsi, contro il parere dei loro conoscenti. Jessica viene accettata ad Harvard per realizzare il suo sogno di diventare un chirurgo ortopedico, mentre Max viene rifiutato e decide di trovare un lavoro. La ragazza lo accusa così di aver rovinato i loro piani per restare insieme.